# Burg L’Hermine

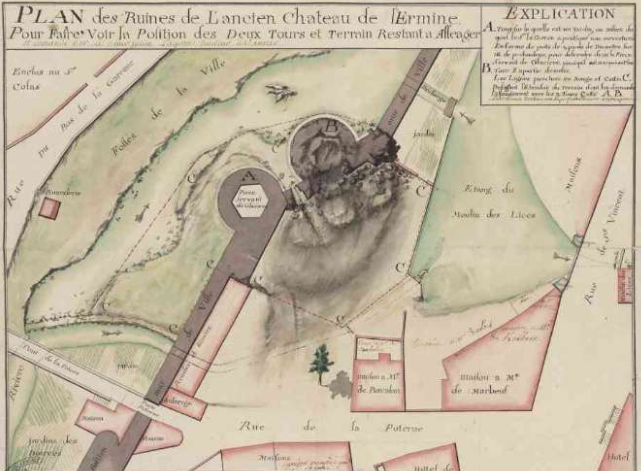
Plan des Ruines de L’ancien Château de l’Ermine

Die Burg L’Hermine (frz. Château de l'Hermine, wörtlich „Hermelinburg“ in Anlehnung an das bretonische Hermelinwappen) war eine kleine Burg, die in die Stadtmauer von Vannes (Département Morbihan) integriert war. Die Burg war zwischen dem Ende des 14. und dem 15. Jahrhundert die Hauptresidenz der Herzöge der Bretagne. Als Ruine wurde sie abgerissen und im Lauf des 18. Jahrhunderts durch ein Hôtel particulier, das Hôtel Lagorce, ersetzt, das nach seinem Besitzer benannt wurde; im Volksmund wird auch dies als Château de l'Hermine bezeichnet, da die Erinnerung an die ehemalige Festung der Herzöge im Gedächtnis der Bewohner von Vannes fest verankert ist.

## Geschichte

### Die Burg
Das Burg L‘Hermine ist ein Verteidigungs- und Wohngebäude, das von Herzog Johann V. errichtet wurde, der eine Residenz in einer Stadt haben wollte, die ihm während des Bretonischen Erbfolgekriegs (1341–1364) loyal gewesen war. Er ließ sein Schloss in die neuen Stadtmauern integrieren, die er im Süden der Stadt errichten ließ, wodurch sich die Fläche der Stadt verdoppelte (von 5 auf 12 Hektar), in einem Gebiet, das größtenteils den Gezeiten unterworfen war. Er benannte die Burg nach dem Hauptmotiv seines Wappens und dem Ritterorden, den er 1381 gegründet hatte.
Der Bau dieses Gebäudes erfolgte zwischen 1380 und 1385, wobei weitere Bauarbeiten bis zur Mitte des 15. Jahrhunderts durchgeführt wurden. Die Dienststellen des Hôtel des Herzogs fanden im Unterhof Platz: die Chambre des comptes (untergebracht im Hôtel de Cleiss, das von Monsieur de Largouët gekauft wurde), die später zum Rathaus wurde, die Münzwerkstatt, das Ofenhaus, das Jeu de paume sowie die herzoglichen Stallungen, die in den 1440er Jahren gebaut wurden. Das Ausmaß dieser Stallungen wurde durch Ausgrabungen im Jahr 2000 enthüllt. Der Bau der Moulin des Lices und der Chapelle des Lices zwischen 1420 und 1425 rundeten das Ganze ab.

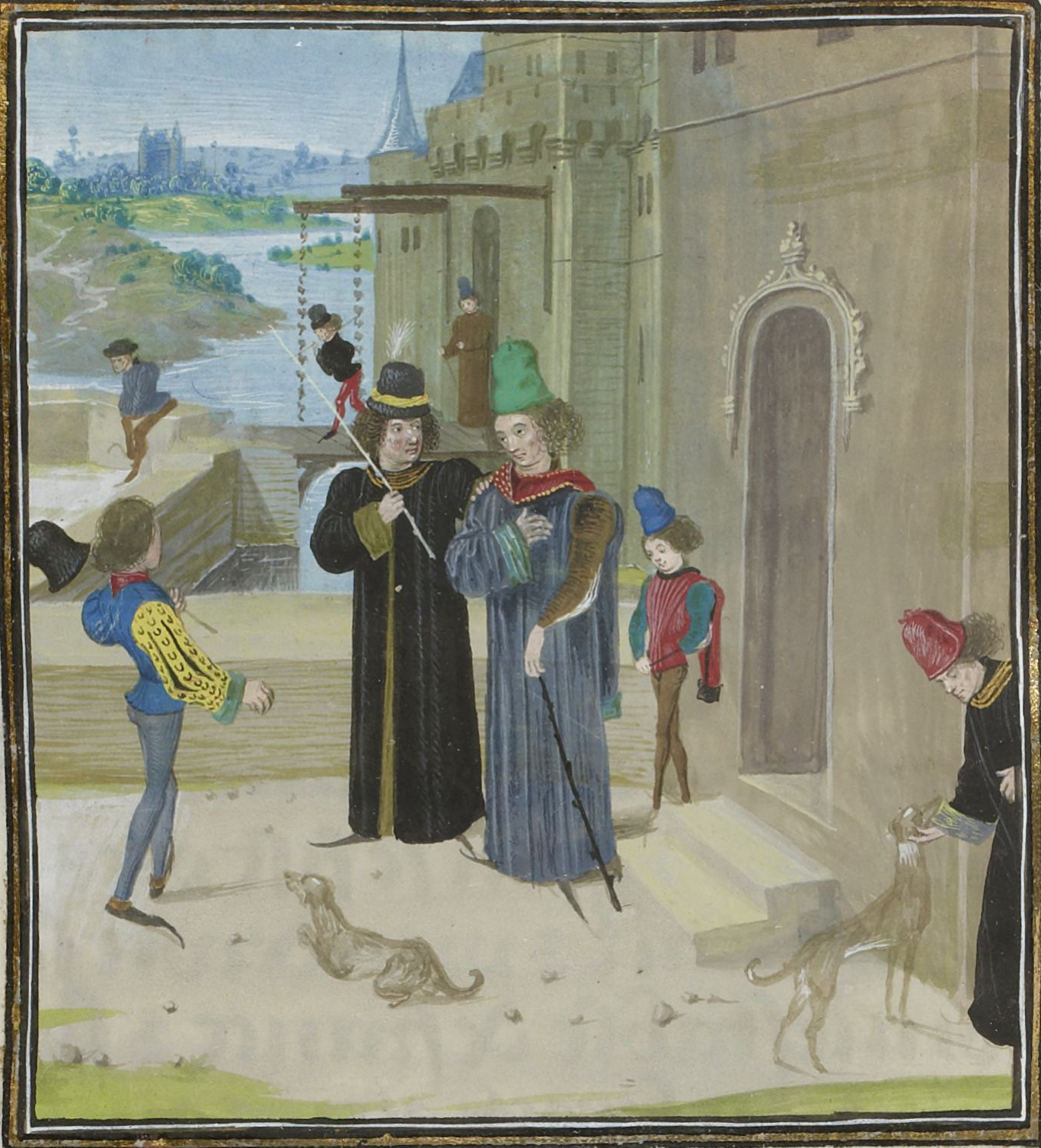
Jean Froissart, Die Verhaftung von Olivier de Clisson

### Die Verhaftung des Connétable Olivier de Clisson
Die Burg war Schauplatz eines bedeutenden Ereignisses während der Herrschaft von Herzog Johann V.: der Verhaftung von Olivier V. de Clisson (1336–1407), einem mächtigen bretonischen Adligen, Nachfahre der Barone von Clisson und Held des Bretonischen Erbfolgekriegs. Als Gefährte des Herzogs wechselte er 1369 die Seiten und schloss sich der gegnerischen Partei der Herzogin Jeanne de Penthièvre an. 1370 kaufte er die Grafschaft Porhoët, 1380 wurde er zum Connétable von Frankreich ernannt, 1384 zahlte er das Lösegeld für Jean de Blois, den Grafen von Penthièvre, und bot ihm seine Tochter zur Heirat an, wodurch er zum Schwiegervater eines möglichen Herzogs der Bretagne wurde. Als er in den Augen von Herzog Johann V. zu einem gefährlichen Rivalen geworden war, beschloss dieser, ihn zu beseitigen. Die Gelegenheit dazu bot sich am 26. Juni 1387, nach Abschluss der États de Bretagne in Vannes.
Beim Abachlussbankett lud der Herzog seine Gäste ein, die im Bau befindliches Burg L‘Hermine zu besichtigen. Olivier de Clisson folgte der Einladung und besichtigte in Begleitung des Herzogs alle Räume. Als er den Turm des Kerkers betrat, wurde er von den Waffenknechten Johanns V. ergriffen und in Fesseln gelegt. Der Herzog befahl Jean de Bazvalan, dem Hauptmann der Burg, den Gefangenen hinzurichten. Als er jedoch über die zu erwartenden Folgen seines Befehls informiert worden war, folgte er dem Rat des Burghauptmanns, der die Hinrichtung nicht vollzogen hatte, und verschonte den Connétable. Die beiden Männer versöhnten sich einige Jahre später.
Die Tour du Connétable, die sich in einer Kurtine der „ersten Stadtmauer“ befindet und nicht zu den Türmen der Burg gehört, soll seinen Namen in Erinnerung an Olivier de Clisson tragen, der hier der Überlieferung zufolge festgenommen wurde. Das heutige Gebäude wurde jedoch erst nach diesem Ereignis errichtet und der Name des Turms leitet sich von seiner Eigenschaft als Wohnung des Connétable der Bretagne ab.

### Hochzeit von Marguerite und François d'Étampes
Im Jahr 1455 waren Herzog Peter II. und seine Frau Françoise d’Amboise ohne Nachkommen und aufgrund des Gesundheitszustands des Herzogs musste seine Nachfolge dringend geregelt werden. Um zu verhindern, dass das Herzogtum Bretagne in fremde Hände fällt, beschloss der Herzog, seine Nichte Margarete, die Tochter seines älteren Bruders und Vorgängers Franz I. († 1450), mit seinem Vetter Franz, Graf von Etampes, zu verheiraten. Um diese Verbindung zu besiegeln, berief der Herzog die États de Bretagne nach Vannes ein, wo sie am Donnerstag, dem 13. November 1455, im oberen Saal der Cohue zusammentraten und der von Peter II. angestrebten ehelichen Verbindung zustimmten. Die Ehe wurde im November 1455 auf der Burg geschlossen und Franz von Étampes trat die Nachfolge als Herzog im Dezember 1458 an.

### Der Abriss
Fast unmittelbar nach seinem Regierungsantritt verlegte Franz II. seine Hauptstadt von Vannes nach Nantes, wodurch die Burg L'Hermine zu einer weniger prestigeträchtigen Nutzung verurteilt wurde. Sie wurde jedoch weiterhin instand gehalten, so dass König Franz I. von Frankreich sich hier während der Abstimmung der États über die Vereinigung des Herzogtums mit Frankreich im Jahr 1532 aufhalten konnte – eine Abstimmung, die die Hoffnung auf eine bedeutende Nutzung der Burg beendete.
Als nach dem Tod Heinrichs IV. im Jahr 1610 der Schlossverwalter Sieur d'Arradon, sich der Sache von César de Vendômes, Herzog von Penthièvre und Gouverneur der Bretagne, gegen die Regentin Maria de’ Medici anschloss, wurde anschließend das Schloss an seiner Stelle bestraft. Bertrand d’Argentré berichtet, dass die Bürger von Vannes, denen die Bewachung der Burg oblag, 1615/16 aus Ehrerbietung gegenüber der Regentin Steine aus der Burg herausbrechen ließen, um die zur Porte Calmont führende Kurtine zu reparieren, und dadurch das Bauwerk beschädigten. Auch machte man „Jagd“ auf die Hermeline, die auf den hervorstehenden Steinen des Schlosses und der Chapelle des Lices eingemeißelt waren, und die der Schriftsteller Dubuisson-Aubenay noch 1636 bemerkt hatte. Auf Bitten der Gemeinde überließ Ludwig XIV. der Stadt 1697 die Burgruine, deren Steine dann zum Bau der Kais im Hafen von Vannes und zur Reparatur der Gebäude, für die die Stadt zuständig war, verwendet wurden. Im 18. Jahrhundert standen noch Teile der beiden großen Wohntürme, von denen der östliche auch noch ein wenig Höhe besaß und dessen erste Ebene als Eiskeller diente.

### Das Hôtel Lagorce
Das heutige Gebäude (Hôtel Lagorce) stammt aus dem Jahr 1785 und hat nichts mehr mit der mittelalterlichen Burg zu tun. Die letzten Reste der Burg, die beiden bereits stark abgerissene Wohntürme, wurden von Julien Lagorce, einem Feinkosthändler und Konditor, der die Ruine 1784 gekauft hatte, vollständig zerstört. Er baute an ihrer Stelle sein Hôtel particulier, in dem er während des Konsulats (1799–1804) ein bekanntes Restaurant betrieb.
Der wenige Jahre später ruinierte Julien Lagorce verkaufte das Hôtel particulier 1803 an einen Kaufmann aus Lorient; das Hôtel Lagorce hatte dann im Verlauf des 19. Jahrhunderts noch mehrere Besitzer, bevor es 1876 vom Staat erworben wurde, um dort die Artillerieschule des XI. Armeekorps unterzubringen. Von 1960 bis 1974 beherbergte das Hôtel die Trésorérie générale des Departements. Im Jahr 1976 ging es in den Besitz der Stadt Vannes über, die es für die École de Droit du Morbihan und später für verschiedene Vereins- und Kulturaktivitäten, darunter das Kulturinstitut der Bretagne, nutzte. Seit einigen Jahren ist die École de droit auf dem Campus angesiedelt und die Stadtverwaltung hat im Erdgeschoss des Hotels zwei große Ausstellungsräume eingerichtet.

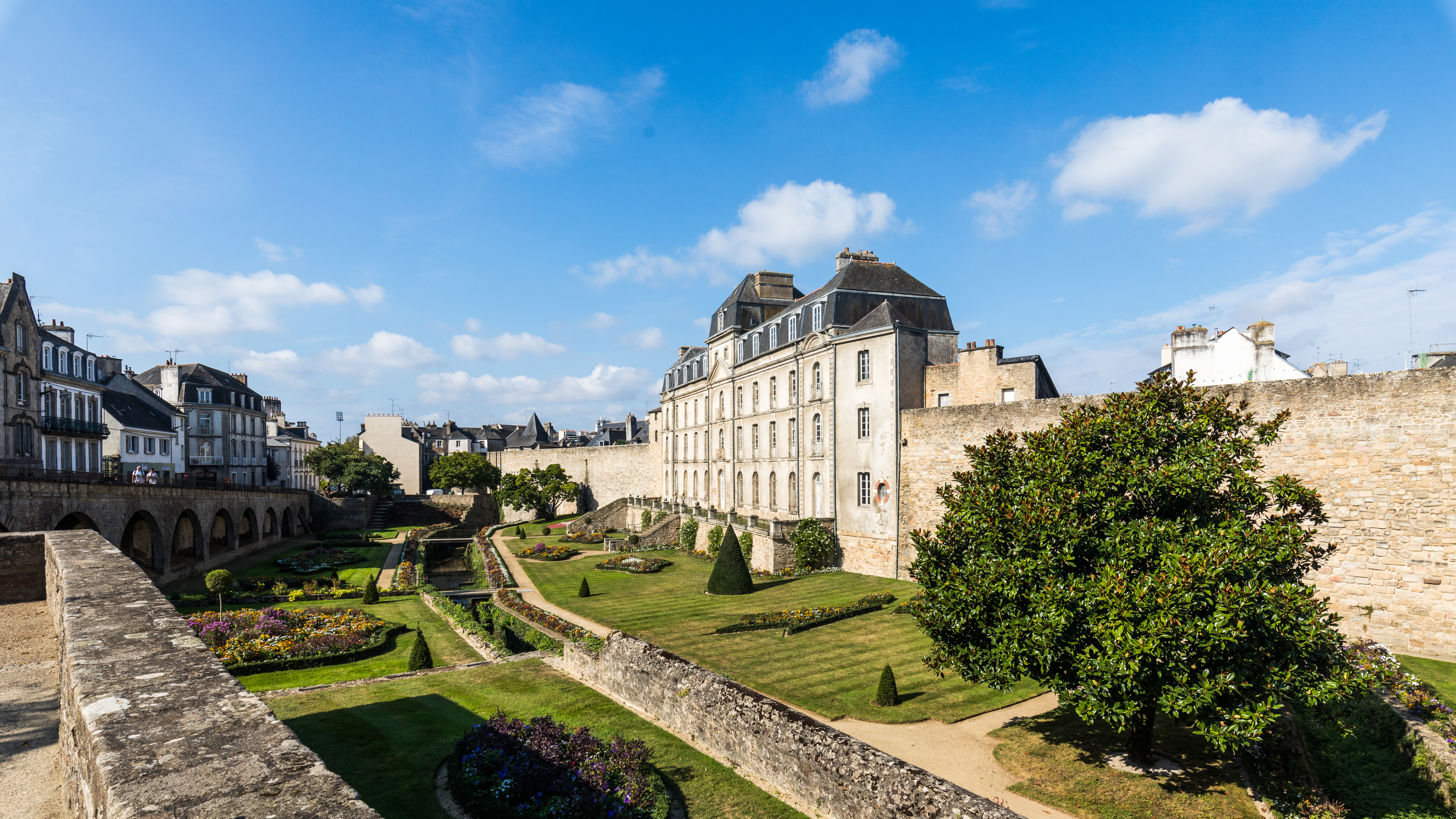
Das Hôtel Lagorce und der Garten des Château de L’Hermine

## Architektur
Laut den Chroniken von Froissart war die Burg „sehr schön und sehr stark“ und für Bertrand d'Argentré in seiner Histoire de Bretagne aus dem Jahr 1582 „ist sie ein kleines Gebäude für einen Fürsten, das aus einem einzigen Hauptgebäude und mehreren kleinen Türmen besteht, außerdem gibt es außen zwei große Türme“.
Auf dem weitläufigen Gelände neben der Burg ließ der Herzog einen Park anlegen. Das Gelände erstreckte sich von La Garenne bis zum Étang au Duc.

## Die Ausgrabungen von 2023
Die Überreste der Stätte wurden bei archäologischen Ausgrabungen im Jahr 2023 entdeckt. Die Archäologen des INRAP entdeckten über 5 Meter dicke Mauern, die den Verteidigungswillen der Erbauer veranschaulichen, die Überreste des Wohnhauses und der Prunktreppe, bunte Glasfenster und fein verzierte Keramikfliesen, Überreste von Latrinen und einer Wassermühle.